# الصحافة الفلسطينية قبل النكبة
الصحافة الفلسطينية قبل النكبة هي الجرائد والمجلات والرسائل الإخبارية التي صدرت في فلسطين قبل نكبة عام 1948. بدأت مسيرة الصحافة في فلسطين في العهد العثماني في القرن التاسع عشر، وكانت الصحافة الفلسطينية زاخرة بالكتّاب والأدباء والشعراء والمثقفين. فكان أول ظهور للصحافة الفلسطينية في القدس فصدرت فيها صحيفة "القدس الشريف" كأول صحيفة حكومية رسمية عثمانية عام 1876 باللغة العربية والتركية. وهي الثالثة في المنطقة العربية بعد القاهرة وبيروت، ففي عهد والي مصر محمد علي أمر سنة 1827 بإصدار "جرنال الخديوي" كنشرة خاصة عن شؤون البلاد وماليتها، وفي بيروت صدرت صحيفة حديقة الأخبار عام 1858، واتسمت بطابع ديني نتيجة موجات المدّ التبشيري في لبنان منتصف القرن الثامن عشر. كما صدرت صحيفة الغزال باللغة العربية وهي صحيفة رسمية تعنى بتعميم الأوامر الرسمية من قبل الدولة العثمانية، وكان يحررها على الريماوي محرر صحيفة القدس الشريف باللغة العربية بينما يحرر نسختها التركية عبد السلام كمال. ومنعت الصحيفة من الصدور بعد الإنقلاب على السلطان عبد الحميد عام 1908. ثم أعادت متصرفية القدس إصدارها بشكل متقطع في كانون الأول 1913.

## الصحافة الفلسطينية في العصر العثماني
بدأت مسيرة الصحافة العربية في فلسطين بصدور نحو 210 صحيفة و55 مجلة فلسطينية، وكانت تصدر من القدس وعكا وحيفا ويافا، ولم يقتصر العمل على الصحافة الناطقة باللغة العربية، بل كانت هناك صحف فلسطينية تصدر باللغات التركية والإنجليزية والإيطالية والألمانية واليونانية والإسبانية والعبرية. ومن أهم الصحف التي صدرت في العهد العثماني: (صحيفة القدس الشريف، فلسطين، لسان العرب، الصراط المستقيم، مرآة الشرق، حقيقة الرأي، النجاح، النفير، الكرمل).وكانت تهتم بمختلف الجوانب والمواضيع السياسية والأدبية والفنية والإجتماعية. وصدرت أول مجلة ادبية شهرية عام 1906 بعنوان باكورة جبل صهيون، وفي عام 1908 تأسست جريدة القدس وجريدة الكرمل الأسبوعية، وجريدة بشير فلسطين وصحيفة الإنصاف. وفي عام 1909 صدرت أول صحيفة تعنى بالرسوم الفكاهية والكاريكاتورية، وأول صحيفة مصورة صدرت عام 1911، كما صدر في ذات العام صحيفة الترقي وهي الصحيفة الوحيدة التي كانت تنشر أخبار دولية من وكالات الأنباء.
ومن أبرز الصحفيين الفلسطينيين في العهد العثماني: (الشيخ علي الريماوي، حنا عبدالله العيسى، جورجي حبيب حنانيا، نجيب نصار، بندلي الياس مشحور، خليل زقوت، توفيق السمهوري، عيسى العيسى، نجيب نصار). ومن أهم العائلات الثقافية التي شكلت حالة من التميز عائلات الحسيني، الخالدي، النشاشيبي والدجاني والبديري التي حرصت على ملكية الصحف أو المشاركة فيها. وتشير الإحصائيات أنه خلال الفترة (1876- 1914) كان في فلسطين أكثر من 40 مطبوعة، وهذا يعود إلى الحراك السياسي والوعي الوطني الفلسطيني ورواد الحركة الثقافية ومنهم خليل السكاكيني، محمد النشاشيبي، نجيب نصار، خليل بيدس، سليمان التاجي الفاروقي. وفي تشرين الثاني 1927 عقد مؤتمر في مدينة يافا حضره ممثلون عن الصحف الفلسطينية لإقامة نقابة للصحفيين وتم انتخاب عيسى البندك، صاحب جريدة صوت الشعب وعبد الله القلقيلي صاحب جريدة الصراط المستقيم ممثلين للنقابة، وعهد إليهما تقديم قانون النقابة إلى الحكومة، وإبلاغ قرارات المؤتمر إليها.

## الصحافة الخاصة
تحولت سياسة الصحافة فترة الإنقلاب على السلطان عبدالحميد، فتم السماح بترخيص العديد من الصحف الخاصة لإستخدام بعضها للدعاية لنظام الحكم الجديد، حيث أصدر جورجي حبيب حنانيا جريدة القدس والتي كان يطبعها في سويقة علون، وكانت تصدر مرتين أسبوعياً من أربع صفحات. وتوقفت عن الصدور في آذار 1915. كما أصدر جورجي بعدها جريدتين خطيتين وهما "الأحلام" و"الديك الصياح" في نفس الجريدة. ولكن تعد صحيفة النفير العثماني التي أنشأها إبراهيم زكا في الإسكندرية هي أقدم الصحف الفلسطينية العربية، لأنها كانت أول جريدة عربية فلسطينية يصدرها فلسطيني بإسمه، ثم انتقلت بعد ذلك إلى القدس عام 1908، وأطلق عليها اسم النفير.
بينما اعتبر بعض من أرّخوا للصحافة الفلسطينية أن صحيفة "الكرمل" هي أول صحيفة سياسية فلسطينية صدرت عام 1908 في حيفا بمبادرة من الصحافي اللبناني الأصل نجيب نصّار، وفي نفس العام ظهرت عدة صحف، فقد أصدر أطناسيوس ثيوفيلو باندازي جريدتي "بشير فلسطين" و"البلبل"، وأصدر علي الريماوي جريدة "النجاح" وكانت أسبوعية سياسية أدبية علمية باللغة العربية والتركية. وفي شباط 1912 أصدر سعيد جار الله جريدة "المنادي"، وكانت أسبوعية تنادي بالإصلاح، وكان محررها محمد موسى المغربي، وفي عام 1913 أصدر جميل الخالدي جريدة الدستور. وفي آذار 1914 أصدر بكري السمهوري جريدة "الإعتدال".

## الصحافة تحت رقابة الإنتداب البريطاني
قررت بريطانيا بعد إعلان الإنتداب على فلسطين إقامة حكومة مدنية فيها، وعينت هربرت صاموئيل مندوباً سامياً في فلسطين، وكانت الحكومة البريطانية معنية بترقية وتعميم المواصلات والإتصالات بما يخدم مصالحها، لذلك فقد إهتمت بشكل أساسي بالصحافة، ما أعاد الصحافة الفلسطينية إلى الظهور من جديد عام 1919 بعد إنتهاء الحرب العالمية الأولى. وكانت غالبية الصحف تضم أربع صفحات وتصدر مرتين في الأسبوع. فقد أصدر المحامي محمد حسن البديري في أيلول 1919 أول جريدة بعد الإحتلال البريطاني، وهي جريدة "سورية الجنوبية"، ووصفها بأنها عربية سياسية حرة وكانت تنادي بشعارات قومية، وكتب فيها رأفت الدجاني وصليبا الجوزي وعمر الصالح البرغوثي وعارف العارف. لكنها أغلقت في تموز 1920. وفي ذات العام أصدر بولس شحادة جريدة "مرآة الشرق" وكانت أسبوعية، وكتب فيها حمدي الحسيني وأحمد الشقيري وعمر الصالح البرغوثي، وتوقفت عام 1929.
وفي كانون الثاني 1919 أصدر بندلي الياس مشحور جريدة بيت المقدس، تحت إدارة حسن صدقي الدجاني وتحرير أنطون لورنس. وظهر آخر عدد لها في نيسان 1924. وفي عام 1920 أصدر حسن صدقي الدجاني نيسان 1920 ملحقاً إنجليزياً باسم "ذي جيروزاليم غازيت" لجريدة القدس الشريف لكنها توقفت في تموز من نفس العام. وبعد سقوط الإمبراطورية العثمانية أصدر الناشرين الفلسطينيين العشرات من الصحف بمختلف الإتجاهات السياسية والأدبية، وقابلته سلطات الإنتداب بإغلاق الصحف التي حرضت ضدها وسنّت مجموعة هائلة من قوانين الرقابة، حتى تجاوز عدد صفحات القوانين في الفترة (1925-1935) ألف وخمسمائة صفحة. وفي الوقت نفسه وجدت الصحافة العبرية كل أشكال الرعاية، كي تسهم في خلق بنية تحتية للوطن اليهودي المنشود، فقد رأت الحكومة البريطانية ونشطاء الحركة الصهيونية أن الشكل الذي تعتمده الصحافة الفلسطينية، وأسلوب التوجيه الجماهيري، يشكل خطراً على التنفيذ السريع لوعد بلفور، فعملت مع الحركة الصهيونية على تطوير الصحافة الصهيونية، وإنشاء صحف جديدة وتحييد الصحف الفلسطينية، فخلال عشر سنوات ازداد عدد الصحف العبرية إلى الضعف، ففي سنة 1939 كان هناك تسع صحف عبرية، وحتى عام النكبة كان هناك 19 صحيفة، أهمها: "هآرتس" التي تأسست سنة 1918، ويديعوت أحرونوت التي تأسست سنة 1948، وجيروسالم بوست التي تأسست سنة 1932 تحت اسم "بالستين بوست"، و"دافار" التي تأسست سنة 1925. وفي أيار 1920 أصدر نسيم ملول في يافا جريدة يهودية باللغة العربية أطلق عليها جريدة السلام ثم نقلها إلى القدس وصدر عددها الأخير في كانون الثاني 1931.
وفي أيار 1920 صدرت جريدة يهودية أخرى بالعربية وهي "بريد اليوم"، وكانت سياسية أدبية اجتماعية، حررها إبراهيم المحب وهو سوري استقر بالقدس. لكن العرب قاطعوها فأصبحت توزع بالمجان حتى توقفت عن الصدور، وبعد فشلها أصدر اللبناني إبراهيم سليم النجار في حزيران 1921 جريدة يومية مشابهة في القدس تدعى لسان العرب، شاركه في تحريرها عادل جبر وإبراهيم المحب، وتولى إدارتها فخري النشاشيبي، لكن قاطعها العرب أيضاً لكونها كانت مناصرة للقضايا الصهيونية حتى أغلقت في كانون الثاني 1923.

## من الصحف التي أنشئت زمن الإنتداب
- في تشرين الأول 1921 أصدر محمد كامل البديري ويوسف ياسين جريدة الصباح، وحررها هاني أبو مصلح حتى توقفت بعد عام.

- في كانون الثاني 1921 أصدرت بطريركية اللاتين جريدة رقيب صهيون، وقد تصدت لمشروع الجامعة العبرية.
- في أيار 1925 صدرت جريدة اتحاد العمال، وكانت مؤيدة للهجرة اليهودية، واستمرت حتى عام 1928.

- في كانون الأول 1927 أصدر محمد منيف الحسيني جريدة الجامعة العربية، وتولى تحريرها إميل الغوري ومحمد طاهر الفتياني.[9]
- في عام 1928 أصدر الحزب الشيوعي الفلسطيني جريدة إلى الأمام، وأصدر ميشال سليم نجار جريدة المعاد.

- في نيسان 1930 أصدر عادل جبر جريدة الحياة، وكانت أول صحيفة عربية يومية تصدر في الصباح، حيث كانت الصحف توزع بعد الظهر، لكنها توقفت بعد عام ونصف.
- في تموز 1932 أصدر سليمان التاجي الفاروقي جريدة الجامعة الإسلامية وكانت يومية سياسية. وقد أغلقت في تموز 1934 بحجة التحريض ضد السلطات البريطانية.

- وصدر عدد كبير من المجلات، كان أولها مجلة دار المعلمين التي صدرت في تشرين الأول 1920، وأصبح اسمها مجلة الكلية العربية. ثم مجلة روضة المعارف في كانون الثاني 1922 تحت إدارة فايز يونس الحسيني، وفي كانون الثاني 1935 أصدرت شركة المطبوعات المحدودة مجلة الإقتصاديات العربية. وتولى رئاسة تحريرها فؤاد سابا وعادل جبر.[10]

## دور الصحافة قبل النكبة
شهدت الصحافة في عهد الانتداب تطوراً ملحوظاً على مستوى الإخراج والتحرير، فكان لها دور رئيسي في الحركة الوطنية، ففي ثورة 1936 كان للصحافة أثر قوي في توعية الجماهير تجاه مخاطر الصهيونية والاستعمار، وبث الروح الوطنية فيها، والدعوة إلى الوحدة. وفي 27 أيار 1936 عقد مؤتمر عام للصحافة وناقش الأوضاع السائدة إزاء تدهور الأوضاع بسبب الهجرة اليهودية. واعتبرت لجنة بيل أن اللهجة الشديدة التي كانت تستخدمها الصحافة هي أحد عوامل تفجير ثورة سنة 1936. ففرضت الحكومة الانتدابية التشريعات الجديدة، وزادت من إحكام قبضها على الصحافة حتى صدر نظام الدفاع عام 1939، الذي اشتملت معظم نصوص مواده على تقييد الصحافة الفلسطينية والعربية، فمنعت صحف عربية من دخول فلسطين، وأصبحت الموضوعات والتقارير التي يرسلها المراسلون في فلسطين عرضة للحجز والمراقبة، وتعرض جزء من الصحف للإغلاق وجزء لمنع التوزيع وجزء للمصادرة. مع تطور الأحداث السياسية الفلسطينية تطورت الصحافة حتى أصبحت تشكل حالة فريدة في بلد محتل لا يزيد عدد سكانه عن مليوني شخص، ما يقارب الثلاثين بالمائة منهم أميون، وتصدر فيه ثماني عشرة صحيفة صباحية وثلاث صحف مسائية وعدد أكبر من الصحف الأسبوعية والشهرية، وقبيل انتهاء الانتداب في عام 1948، كانت جريدة "فلسطين" هي أقدم الصحف اليومية العربية الأربع التي كانت ما زالت تصدر في فلسطين التي صدرت عام 1932.